# 11月30日 (旧暦)
旧暦11月30日は旧暦11月の30日目である。年によっては11月の最終日となる。六曜は仏滅である。

## できごと
- 斉衡元年（ユリウス暦854年12月23日） - 仁寿より斉衡に改元

## 誕生日
- 明和元年（グレゴリオ暦1764年12月22日） - 高橋至時、天文学者（+ 1804年）
- 天保12年（グレゴリオ暦1841年12月31日） - 野津道貫、軍人（+ 1908年）
- 文久2年（グレゴリオ暦1863年1月19日） - 牧野謙次郎、漢学者（+ 1937年）

## 忌日
- 元久元年（ユリウス暦1204年12月22日） - 藤原俊成、歌人（* 1114年）
- 天文14年（ユリウス暦1546年1月2日） - 妙玖、毛利元就の正室（*1499年）